# Marsopa de Burmeister
La marsopa de Burmeister (Phocoena spinipinnis) és una espècie de marsopa endèmica de la costa de Sud-amèrica. Hermann Burmeister la descrigué originalment el 1865 i l'espècie està anomenada en honor seu. A la seva regió, se la coneix com a marsopa espinosa o chancho marino ('porc de mar').